# Ай Н'єйн Тху
Ай Н'єйн Тху (бірм. အေးငြိမ်းသူ), також відома як А Н'єйн, — бірманський лікар, відома своєю волонтерською діяльністю з надання медичної допомоги вимушеним переселенцям у штаті Чин, М'янма. За свою роботу вона була визнана однією зі 100 жінок 2022 року за версією BBC.

## Кар'єра
Ай Н'єйн Тху здобула кваліфікацію лікаря у 2020 році. У лютому 2021 року, під час державного перевороту в М'янмі, в результаті якого демократично обрана Національна ліга за демократію була повалена бірманськими військовими, Татмадо, Ай Н'єйн Тху разом з іншими медичними працівниками надавала медичну допомогу пораненим цивільним учасникам протестів у Мандалай.
Пізніше того ж року Ай Н'єйн Тху поїхала до містечка Міндат, штат Чин; у той час у місті та околицях працювало всього два лікарі. Вона створила імпровізовану лікарню з операційною для надання медичної допомоги мешканцям Міндату та прилеглих сіл, а також таборам внутрішньо переміщених осіб. Лікарня також займається просвітницькою роботою з ізольованими громадами та тими, хто не може дозволити собі приїхати до Міндату за медичною допомогою.
У вересні 2021 року військова хунта звинуватила Ай Н'єйн Тху в «підбурюванні до насильства» та підтримці Народних сил оборони, угруповання бойовиків, що виступає проти хунти. Трьох волонтерів було заарештовано після спроби доставити Ай Н'єйн Тху медикаменти; вона повідомила, що військові конфіскували рентгенівський апарат, наркозний апарат, оксиметр та ліки, а хунта стверджувала, що їй доставили зброю, боєприпаси та гроші, які вона мала намір передати місцевому повстанському загону, Силам оборони Китаю. Хунта звинуватила Ай Н'єйн Тху в роботі на Зау Вай Со, міністра охорони здоров'я уряду національної єдності М'янми, бірманського уряду у вигнанні, і закликала жителів Міндата заарештувати її. Військові також звинуватили Ай Н'єйн Тху у неправомірному використанні пожертвувань, переданих її лікарні, шляхом передачі їх антивоєнним угрупуванням; вона заперечила це і заявила, що будь-які фінансові порушення сталися через відсутність у неї адміністративних навичок.
У грудні 2021 року лікарня Ай Н'єйн Тху в Міндаті зазнала нападу і була пошкоджена бірманськими військовими, внаслідок чого її довелося закрити на кілька місяців, поки йшло відновлення. Лікарня знову відкрилася у 2022.

## Визнання
У 2022 році Ай Н'єйн Тху була названа BBC однією зі 100 жінок року за її роботу з надання медичної допомоги внутрішньо переміщеним особам у М'янмі.